# 慶野由利子
慶野 由利子（けいの ゆりこ、旧姓：夏目〔なつめ〕、1956年9月7日 - ）は、日本の作曲家。愛称「YURI」。

## 来歴
幼少の頃より作曲家である母・渡鏡子からクラシック音楽の手ほどきを受け、作曲、ピアノ、ソルフェージュを学んだ。13歳から原博に作曲を師事。東京都立芸術高等学校音楽科作曲専攻を卒業した。卒業旅行で訪れた八丈島の民宿で、沖縄出身である宿の主人による三線弾き唄いと、島民たちによる八丈太鼓を印象深く聴いた。東京藝術大学音楽学部楽理科に進学し、小泉文夫の指導下で長唄、雅楽、沖縄民謡、ジャワのガムラン音楽、朝鮮の伽耶琴など、民族音楽学について実践的に学んだほか、小島美子に日本音楽史を学んだ。
東京藝術大学卒業後、1981年にナムコ（現：バンダイナムコエンターテインメント）開発部門初の女性スタッフ、そして国内ゲーム業界初の音楽専門職スタッフとして入社。
慶野が4年生だった1980年当時、東京芸術大学の学生が一般企業に就職するのはまれで、彼女が在籍していた音楽学部楽理科ではレコード会社と放送局に人気が集中していた。
実際慶野も外資系のレコード会社を応募していたものの、面接官から「この業界は過飽和状態にあり、芸大の楽理科を出た人に事務の仕事を頼むわけにはいかない」と言われたと、2021年の座談会の中で明かしている。
その中で、彼女にとってなじみのないナムコから求人が来ており、面接官から音楽家として扱われていることにうれしさを感じ、「合格したら、レコード会社とナムコのどちらに行きますか？」と尋ねられた際に、ナムコに行く旨を回答したと慶野は前述の座談会の中で振り返っている。
また、この時点でナムコは「任意波形発生回路」というシンセサイザー音源を独自に開発しており、慶野は入社後に先輩から『ギャラクシアン』のヒットがきっかけでサウンド専門職を募集したことを聞かされたと振り返っている。
入社後、慶野はコンピュータゲームの開発を担当する部署に配属された。
仕事にとりかかる前に、彼女はキーボードの配置を学ぶ傍ら、それからプログラムとサウンドの関係について学んだ。
一学年上の先輩にあたる大野木宜幸は、彼女の教育係として、機構試作品などを制作した。
入社当時のサウンド専門職は大野木の二人だけだが、コンピュータゲームだけでなく、エレメカなど別の種類の機械でもサウンドが必要だったため、上司を通じて配置外の部署からも要請が寄せられていた。そして、1981年、エレメカの一種であるパンチ力測定ゲーム『ノックダウン』のサウンド制作でデビューを果たす。
以降、『ディグダグ』や『ゼビウス』などのゲームミュージックを手掛ける。第2子が誕生したことに伴い、1985年発売の『バラデューク』開発途中にナムコを退社する。
1987 - 89年、契約社員として再び同社でゲーム音楽制作を担当した。
「京阪電車発車メロディ」のCD制作にも携わる。文化庁が企画した伝統楽器のプロジェクトにも参加している。

## 主要作品
- ギターのための組曲『回帰』（1984年）[1]
- 箏と十七絃箏のための『Cosmo Witch Fantasy』（KOTO SUPER DUO "FINE!" 委嘱作品、2004年）[1]
- Take it Easy! ふたりのヴァイオリン奏者のために（2006年）[1]
- セリア姫のポプリ[注釈 3]（2017年2月25日初演[6]）
  - 自身作曲の『ドラゴンバスター』『ディグダグ』『パック＆パル』『ゼビウス』、および大野木宜幸作曲『ポールポジション』のメドレー[7]

## 携わった作品
- 1981年：ノックダウン（エレメカ）[4]
- 1981年：おかし大作戦（エレメカ）
- 1982年：ハローキティ乗り物3部作「マイボート/マイスクール/マイバルーン」（エレメカ）[1]
- 1982年：ディグダグ（ビデオゲームデビュー作）[1]
- 1982年：スーパーパックマン
- 1982年：ゼビウス[1]
- 1982年：ポールポジション（1位ネームレジスト曲のみ）[8]
- 1983年：パック&パル
- 1983年：フォゾン
- 1983年：コスモ星丸ロボット（共作/エレメカ）
- 1984年：グロブダー（BGM、SE、走行音プログラム）
- 1984年：パックランド（パックマンのアメリカ版アニメからBGMを引用し、編曲）
- 1984年：ドラゴンバスター[1]
- 1985年：ディグダグII（小沢純子と共作）
- 1985年：バラデューク（開発途中で退職。その後の開発は中潟憲雄に引き継がれた）
- 1985年：ワープマン（大野木宜幸、小沢純子と共作）
- 1987年：さんまの名探偵（BGMのみ小沢純子と共作）
- 1987年：スターウォーズ（テーマ曲の編曲のみ）
- 1987年：パックマニア（小沢純子、戸室仁人と共作）[1]
- 1988年：プロ野球ワールドスタジアム（小沢純子、戸室仁人と共作）
- 1988年：プロテニスワールドコート
- 1989年：ロンパーズ（高柳佳恵、野口和雄と共作）
- 1989年：パックランド（PCエンジン版作曲・編曲）
- 2016年：8BIT MUSIC POWER（多数の作曲家との共作）
- 2016年：キラキラスターナイトDX（多数の作曲家との共作）
- 2023年：デンシライフ（Steam）（作曲・効果音）